# Rauschelesee
Rauschelesee är en sjö i Österrike.   Den ligger i förbundslandet Kärnten, i den sydöstra delen av landet, 240 km sydväst om huvudstaden Wien. Rauschelesee ligger 525 meter över havet.
I omgivningarna runt Rauschelesee växer i huvudsak blandskog. Runt Rauschelesee är det ganska tätbefolkat, med 144 invånare per kvadratkilometer.